# Armorial des comtes sénateurs de l'Empire
- le nombre de blasons représentés est faible par rapport au sujet de la page.
- il reste des blasons à dessiner dans cet armorial.

Armes des comtes sénateurs : (sur le blason) franc-quartier ou un canton d'azur, chargé d'un miroir d'or où se mire un serpent d'argent.

Cet article présente et décrit les armoiries des comtes sénateurs sous le Premier Empire.
Nota : Les armoiries inventoriées sur cette page respectent le système héraldique napoléonien. Lorsque ce n'est pas le cas, veuillez vous référer à l'armorial des autres personnalités nobles et notables du Premier Empire.
- Haut – A
- B
- C
- D
- E
- F
- G
- H
- I
- J
- K
- L
- M
- N
- O
- P
- Q
- R
- S
- T
- U
- V
- W
- X
- Y
- Z

## A
| Figure | Nom du comte et blasonnement |
| ------ | --- |
|        | François-Marie d'Aboville (24 janvier 1730 - Brest ✝ 1er novembre 1817 - Paris), Sénateur de l'Empire (27 fructidor an X : 14 septembre 1802), 1er Comte d'Aboville et de l'Empire (lettres patentes de mai 1808, Bayonne), Légionnaire (9 vendémiaire an XII) puis Grand officier de la Légion d'honneur (25 prairial an XII) De pourpre au château flanqué de deux tours, le tout maçonné et ajouré de sable, la tour à sénestre surmontée d'un mât d'or sur lequel est hissé un pavillon de sinople porteur de trois lettres lettres « L. N. G. » de sable, franc-quartier des comtes sénateurs. |
|        | André Joseph Abrial (4 juin 1754 - Annonay ✝ 13 novembre 1828 - Paris), sénateur (14 septembre 1802, Sénatorerie de Grenoble), 1er comte Abrial et de l'Empire (lettres patentes du 26 avril 1808, Bayonne), Légionnaire (9 vendémiaire an XII : 2 octobre 1803) puis Grand officier de la Légion d'honneur (25 prairial an XII : 14 juin 1804), Grand-croix de l'Ordre de la Réunion (1813), Coupé : au I, parti du quartier des Comtes Sénateurs et de gueules au soleil d’or dardant de senestre ; au II, d’argent à l’arbre de sinople terrassé de même. |
|        | Henri Cardin Jean-Baptiste d'Aguesseau (23 août 1747 - Château de Fresnes-sur-Marne ✝ 22 janvier 1826 - Fresnes), sénateur (12 pluviôse an XIII : 1er février 1805), Comte « Daguesseau » et de l'Empire (lettres patentes du 24 avril 1808, Bayonne), De gueules, franc-quartier de sénateur ; à la fasce d'or accompagnée de trois coquilles d'argent, deux au-dessus et une en pointe, une étoile d'argent en chef,. On trouve aussiDe gueules, à la fasce d'or accompagnée de trois coquilles d'argent, deux en chef, une en pointe, les deux du chef séparées par une étoile haussée d'argent ; au canton des Comtes sénateurs de l'Empire brochant au neuvième de l'écu. |
|        | Ranuce Anguissola (15 janvier 1752, Plaisance – 31 mars 1823, Plaisance), sénateur (18 mars 1809), comte Anguissola de Grassano de l'Empire (lettres patentes de 20 août 1809, Schœnbrunn). Tiercé en fasce : le premier échiqueté (on trouve aussi losangé) d'argent et de sable chargé du quartier des comtes sénateurs ; le deuxième parti d'argent à la forteresse de sable et d'azur à la barre d'argent accompagnée de deux étoiles du même ; le troisième parti, d'azur à la givre (ou couleuvre) au naturel posée en pal, vomissant un enfant de même et de pourpre à la foi au naturel rebrassée à dextre d'azur à sénestre de sinople soutenant un cadenas d'or attaché à deux anneaux du même ; sur le tout, de gueules à la champagne denchée d'argent surmontée d'une branche de chène et d'une palme d'argent passées en sautoir dans un anneau d'or. |
|        | Louis Engelbert Marie Joseph Augustin d'Arenberg (3 août 1750 - Bruxelles ✝ 7 mars 1820 - Bruxelles), sénateur (20 mai 1806), comte « Daremberg » et de l'Empire (lettres patentes du 26 avril 1808, Bayonne), légionnaire, puis officier de la Légion d'honneur, Grand officier[réf. nécessaire] de l’Ordre de la Réunion, Franc-quartier de sénateur premier quartier du Sénat avec bordure de sinople ; deuxième d'or, troisième d'or, chargé d'une fasce échiquetée d'argent et de gueules, le gueules à trois fleurs de néfliers d'or, deux et une,. |

## B
| Figure | Nom du comte et blasonnement |
| ------ | --- |
|        | François Barbé-Marbois (31 janvier 1745 - Metz ✝ 12 janvier 1837 - Paris), sénateur (5 avril 1813), comte Barbé de Marbois de l'Empire (lettres patentes de 28 avril 1813, Erfurt), légionnaire (9 vendémiaire an XII), puis, grand officier (25 prairial an XII), puis, grand aigle de la Légion d'honneur (13 pluviôse an XIII), chevalier de l'ordre de Saint-Hubert (Bavière), De gueules, au cheval cabré contourné d'or, à une fasce d'argent chargée de trois étoiles en fasce de gueules brochant sur le tout ; adextré d'un franc-quartier d'azur à trois bandes d'argent : franc-quartier des comtes sénateurs brochant au 9e de l'écu,. |
|        | Louis-Mathias de Barral (26 avril 1746 - Grenoble ✝ 7 juin 1816 - Paris), archevêque de Tours (1805-1815), sénateur (20 mai 1806), comte de Barral et de l'Empire (lettres patentes de 11 août 1808, Nantes), officier (1804), puis, commandant de la Légion d'honneur (30 juin 1810), grand-croix de l'ordre de la Réunion (1813), Écartelé ; au premier des comtes-sénateurs ; au deuxième, d'or à trois cloches d'azur rangées en fasce ; au troisième d'argent à trois bandes de gueules ; au quatrième, de sinople à la croix pattée d'or,. |
|        | François Barthélemy (20 octobre 1747 - Aubagne ✝ 3 avril 1830 - Paris), sénateur (24 pluviôse an VIII), comte Barthélemy et de l'Empire (lettres patentes de 26 avril 1808, Bayonne), Légionnaire (9 vendémiaire an XII), puis, Commandant (25 prairial an XII), puis, Grand officier (11 juin 1811), puis, Grand-croix de la Légion d'honneur (6 janvier 1815), D'azur, à six palmes d'or accolées et passées en sautoir par le pied deux et deux en chevrons renversés ; le franc-canton de sénateur à bordure de sable. |
|        | Claude de Beauharnais (26 septembre 1756 - La Rochelle ✝ 10 janvier 1819), sénateur (1er floréal an XII), Commandant (25 prairial an XII), puis, Grand officier de la Légion d'honneur (30 juin 1811), Coupé d'argent, et parti en chef d'azur et de gueules, l'azur au signe des comtes sénateurs, le gueules à la tour d'argent alaisée et crénelée, ouverte et maçonnée de sable, surmontée de trois étoiles d'argent posée en comble ; l'argent à la fasce de sable surmontée de trois merlettes de sable allumées d'argent et posées en fasce (de Beauharnais)., |
|        | Marc-Antoine Bonnin de la Bonninière de Beaumont (23 septembre 1763 - Beaumont-la-Ronce 4 février 1830 - Paris), général de division, sénateur (14 août 1807), comte de Beaumont et de l'Empire (lettres patentes de 26 avril 1808, Bayonne), légionnaire (19 frimaire an XII), puis, commandant (25 prairial an XII), puis, grand officier (10 février 1806), puis, grand-croix de la Légion d'honneur (19 août 1824), commandeur de l'ordre de la Couronne de Fer, grand-croix de l'ordre militaire de Maximilien-Joseph de Bavière, grand-croix de l'ordre de la Fidélité de Bade (1808), Parti de gueules chargé en pointe, d'un lys de jardin d'argent tigé et terrassé de même ; au deuxième, du premier chargé d'une étoile d'argent, coupée d'azur, chargée d'une épée d'argent en barre, pointe à senestre. On trouve aussiÉcartelé: au 1er, au franc-quartier des comtes sénateurs ; au 2e, de gueules semé d'étoiles d'argent ; au 3e, de gueules chargé en pointe d'un lys de jardin d'argent tigé et terrassé du même ; au 4e, d'azur chargé d'une épée en barre d'argent, la pointe à senestre. |
|        | François Barthélemy Beguinot (22 janvier 1747 - Paris † 26 septembre 1808 - Paris), général de division (1796), député (1800), sénateur (14 août 1807), comte Beguinot et de l'Empire (lettres patentes de mai 1808, Bayonne), Légionnaire (4 frimaire an XII), puis, commandant de la Légion d'honneur (25 prairial an XII), D'or, aux trois grenades de sable enflammées de gueules, une et deux, savoir : une en chef à sénestre, deux en fasce ; au franc-quartier des comtes sénateurs. |
|        | Claude Henri Belgrand de Vaubois (1er octobre 1748 - Clairvaux † 14 juillet 1839 - château de Courcelles (Aisne)), général de division, sénateur (8 thermidor an VIII : 27 juillet 1800), comte Belgrand de Vaubois et de l'Empire (lettres patentes de 20 août 1808, Saint-Cloud), Légionnaire (9 vendémiaire an XII), puis, Grand officier de la Légion d'honneur (25 prairial an XII), commandeur de l'ordre de la Couronne de Fer, De gueules à la bande componnée de sable et d'argent ; quartier des comtes-sénateurs. OuDe gueules à une bande componée d'argent et de sable ; au franc-quartier des comtes sénateurs. |
|        | Claude Louis Berthollet (9 décembre 1748 - Talloires (duché de Savoie, royaume de Sardaigne) † 6 novembre 1822 - Arcueil), membre de l'Institut de France, sénateur (3 nivôse an VIII : 24 décembre 1799), Comte Berthollet et de l'Empire (lettres patentes de 26 avril 1808, Bayonne), Légionnaire (9 vendémiaire an XII), puis, Grand officier de la Légion d'honneur (25 prairial an XII), Franc quartier du Sénat, au second de gueules à l'ibis d'or, au troisième de gueules au chien triomphant, d'or accollé de même, au quatrième d'azur, à l'appareil de chymie d'argent,. |
|        | François-Antoine de Boissy d'Anglas (8 décembre 1756 - Saint-Jean-Chambre ✝ 20 octobre 1826 - Paris), sénateur (28 pluviôse an XII), Légonnaire (4 frimaire an XII), puis, Commandant (25 prairial an XII), puis, Grand officier de la Légion d'honneur (30 juin 1811), De sable au chevron d'or abaissé ; chef d'argent chargé à sénestre de deux étoiles d'azur ; franc-quartier de comte-sénateur,. |
|        | Louis Antoine de Bougainville (12 novembre 1729 - Paris ✝ 31 août 1811 - Paris), sénateur (4 nivôse an VIII), Grand officier de la Légion d'honneur (1804), D'azur, à une ancre et deux épées croisées d'or, par-dessus un globe terrestre d'argent, franc-quartier du Sénat. |
|        | Jean-Baptiste Bourlier (1er février 1731 - Dijon ✝ 30 octobre 1821 - Évreux), évêque d'Évreux (1802-1821), sénateur (5 avril 1813), baron Bourlier et de l'Empire (lettres patentes du 28 janvier 1809, Paris), comte Bourlier d'Anglas et de l'Empire (lettres patentes de 14 août 1813, Saint-Cloud), officier de la Légion d'honneur (25 janvier 1813) Parti au premier d'azur à la madone d'or surmontée de deux étoiles d'argent et soutenue d'un croissant du même, au deuxième d'azur à la bande échiquetée d'or et de gueules, chargée d'un lys arraché d'argent : franc-quartier des comtes sénateurs brochant au neuvième de l'écu. |
|        | Gilbert Joseph Martin Bruneteau (7 mars 1760 - Poivres (Aube) ✝ 26 août 1830 - Paris), général de division, sénateur (1er floréal an XII), comte Bruneteau de Sainte-Suzanne et de l'Empire (lettres patentes de mai 1808, Bayonne), Commandant (par décret du Premier Consul du 2 octobre 1803), puis, grand officier de la Légion d'honneur (par décret du Premier Consul du 25 prairial an XII), Écartelé : au premier des comtes sénateurs ; au deuxième d'azur au lion lampassé d'or, surmonté d'une étoile du même adextrée et sénestrée d'une colombe d'argent ; au troisième d'azur à l'épée haute en pal d'argent ; au quatrième de gueules coupé d'or, à l'étoile d'argent à huit pointes sur le premier. |
|        | Alexandre Buonacorsi (5 août 1740 - Macerata, dans l'actuelle région des Marches et mort le 24 avril 1817 - Rome), sénateur (22 février 1811), Comte Buonacorsi et de l'Empire (lettres patentes du 23 octobre 1811, Amsterdam) Coupé au premier parti à dextre des comtes sénateurs, à sénestre d'argent à la rose feuillée et tigée au naturel, soutenue d'une mer en champagne de sinople ; au deuxième d'azur au lion d'or. |

## C
| Figure | Nom du comte et blasonnement |
| ------ | --- |
|        | Pierre Jean Georges Cabanis (5 juin 1757 - Cosnac ✝ 5 mai 1808 - Seraincourt), membre de l'Institut de France, sénateur (3 nivôse an VIII), Comte Cabanis et de l'Empire (lettres patentes de mai 1808, Bayonne), Légionnaire (9 vendémiaire an XII), puis, Commandant de la Légion d'honneur (25 prairial an XII), D'argent, à la balance soutenue par une verge embrassée d'un serpent, le tout de sable ; quartier des comtes sénateurs. |
|        | Étienne Hubert de Cambacérès (11 septembre 1756 - Montpellier ✝ 25 octobre 1818), cardinal-archevêque de Rouen, sénateur (12 pluviôse an XIII), Comte Cambacérès et de l'Empire (lettres patentes du 10 septembre 1808, Saint-Cloud), Légionnaire (9 vendémiaire an XII), puis, Grand officier (25 prairial an XII), puis, Grand aigle de la Légion d'honneur (13 pluviôse an XIII), D'or ; au chevron de gueules accompagné de trois roses de même, une en chef, deux en pointe ; quartier des comtes-sénateurs. OuD'or au chevron de gueules accompagné de trois roses de même, deux en chef, une en pointe ; franc-quartier de comte-sénateur,. |
|        | Michel-Angelo Cambiaso (2 septembre 1738 - Gênes ✝ 13 mars 1813 - Gênes), sénateur (4 brumaire an XIV), Comte Cambiaso et de l'Empire (lettres patentes du 28 janvier 1809, Paris), De gueules à l'échelle d'or en pal terrassé de même et accostée de deux chiens contre rampants aussi d'or, quartier des comtes sénateurs. |
|        | Jean Baptiste Camille de Canclaux (2 août 1740 - Paris ✝ 27 décembre 1817 - Paris), général de division, sénateur (30 vendémiaire an XIII), comte Canclaux et de l'Empire (lettres patentes de mai 1808, Bayonne), Légionnaire (19 frimaire an XII), puis, Grand officier de la Légion d'honneur (25 prairial an XII), Écartelé ; au premier de comte sénateur ; au deuxième et troisième d'argent à trois merlettes de sable posées en fasce, chef bandé d'or et d'azur de six pièces ; au quatrième de gueules à la fasce d'argent chargée d'une coquille de sable accompagnée de trois molettes d'éperon d'or, deux en chef une en pointe (de Bragelongne)., |
|        | Luigi Domenico Carbonara (11 mars 1753 - Gênes ✝ 25 janvier 1826 - Gênes), sénateur (28 mars 1809), Comte Carbonara et de l'Empire (lettres patentes de 15 octobre 1809, Schœnbrunn), Parti au premier d'azur, au tourteau de gueules, chargé d'un lion rampant d'or ; au deuxième d'or au griffon naissant de sable ; coupé de gueules, à la forteresse donjonnée de trois tours d'argent ; ouverte, ajourée et maçonnée de sable ; franc-quartier des comtes-sénateurs. |
|        | Raphaël de Casabianca (27 novembre 1738 - Vescovato ✝ 28 novembre 1825 - Bastia), général de division, sénateur (4 nivôse an VIII, titulaire de la sénatorerie d'Ajaccio), Comte Casabianca et de l'Empire (lettres patentes du 26 avril 1808 (Bayonne), nouvelles lettres du 5 octobre 1808 (Erfurt), Légionnaire (9 vendémiaire an XII), puis, Grand officier de la Légion d'honneur (25 prairial an XII), Lettres patentes du 26 avril 1808 (Bayonne)Premier : quartier du Sénat ; deuxième & troisième, quartier de gueules chargés d'une tour surmontée d'une guérite, d'argent, ayant à dextre un cyprès de sable, lampassé d'argent ; quatrième, quartier de gueules chargé de trois poignées d'argent, placées deux et une,. Lettres patentes du 5 octobre 1808 (Erfurt)Écartelé ; au premier, quartier des comtes sénateurs ; au deuxième de gueules à la tour d'argent crénelée de cinq pièces sommées à sénestre d'une guérité d'argent et adextréde d'un cyprès d'or ; au troisième de gueules au pin d'or, sommé d'une colombe d'argent ; au quatrième d'azur, au badelaire d'argent poigné et virolé d'or,. |
|        | Carlo Francesco Maria Caselli (20 octobre 1740 - Alessandria ✝ 19 avril 1828 - Parme), cardinal-prêtre de la sainte Église romaine (1802), évêque de Parme (1804-1828), sénateur (28 mars 1809), Comte Caselli et de l'Empire (lettres patentes de 3 mars 1809, Ebersdorf), Parti : au premier d'azur à un M gothique d'or entrelacé d'un S du même et surmonté de sept lys d'argent ; au deuxième coupé, au premier d'azur à la maison d'or, ouverte et ajourée de sable ; au second d'argent au rateau de gueules : franc-quartier des comtes sénateurs. |
|        | Gabriel Louis de Caulaincourt (15 novembre 1749 - Leschelle ✝ 27 octobre 1808 - Paris), général de division, sénateur (12 pluviôse an XIII), Comte de Caulaincourt et de l'Empire (lettres patentes du 24 avril 1808, Bayonne), Légionnaire (14 brumaire an XIII), De sable coupé d'or, le coupé d'or chargé d'un sauvage de gueules appuyé sur une massue de sable portant sur le poing dextre un coq de sable, le franc quartier de comte sénateur brochant sur le coupé de sable. |
|        | Jean-Antoine Chaptal (5 juin 1756 - Nojaret ✝ 30 juillet 1832 - Paris), membre de la 1re classe de l'Institut de France, sénateur (25 thermidor an XII, l'un des quatre officiers du Sénat), Comte Chaptal et de l'Empire (lettres patentes du 26 avril 1808, Bayonne), puis comte de Chanteloup (institution de majorat accordé par lettres patentes du 25 mars 1810, à Compiègne), Légionnaire (9 vendémiaire an XII), puis, Grand officier (25 prairial an XII), puis, Grand-croix de la Légion d'honneur (22 mai 1825), De gueules à la tour d'or, maçonnée de sable accompagnée de quatre étoiles d'argent posées en pal, deux à dextre deux à senestre et surmontée en chef à senestre d'une vigne de sinople fruitée d'or ; franc-quartier de comte-sénateur,. |
|        | Charles Antoine Chasset (25 mai 1745 - Villefranche-sur-Saône ✝ 10 septembre 1824 - Tournus), sénateur (4 nivôse an VIII), Comte Chasset et de l'Empire (lettres patentes du 26 avril 1808, Bayonne), Légionnaire (9 vendémiaire an XII), puis, Commandant de la Légion d'honneur (25 prairial an XII), De gueules, à la fasce échiquetée d'or et de sable, au franc-quartier de comte-sénateur. |
|        | François-Armand Cholet (8 juillet 1747 - Bordeaux (Guyenne) ✝ 4 novembre 1826 - Paris), sénateur (4 nivôse an VIII), Comte Cholet et de l'Empire (lettres patentes du 24 avril 1808, Bayonne), Commandant de la Légion d'honneur (25 prairial an XII), D'or, chargé d'un pin de sinople, terrassé de même ; un lion léopardé de sable brochant sur le pin ; au chef retrait de gueules chargé de trois étoiles d'argent ; franc-quartier de comte-sénateur. |
|        | Dominique Clément de Ris (1er février 1750 - Paris ✝ 21 octobre 1827 - château de Beauvais, commune de Thilouze (Indre-et-Loire)), sénateur (4 nivôse an VIII, prêteur du Sénat), Comte Clément de Ris et de l'Empire (lettres patentes du 26 avril 1808 (Bayonne), institution de majorat attaché au titre de baron de Mauny, accordée par lettres patentes du 21 novembre 1810, à Paris), Légionnaire (9 vendémiaire an XII), puis, Commandant (25 prairial an XII), puis, Grand officier de la Légion d'honneur (30 juin 1811), Grand-croix de l'Ordre de la Réunion (3 avril 1813), D'azur au chevron versé d'argent accompagné d'une colombe d'argent en cœur, portant au bec une branche d'olivier de sinople et surmontée de deux étoiles d'or posées en fasce ; franc-quartier des Comtes sénateurs. |
|        | Charles Cochon de Lapparent (24 janvier 1750 - Champdeniers ✝ 17 juillet 1825 - Poitiers), préfet de la Vienne (1800-1805) puis préfet des Deux-Nèthes (1805-1809), sénateur (29 mars 1809), Chevalier Cochon de Lapparent et de l'Empire (lettres patentes du 10 septembre 1808, Saint-Cloud), Comte Cochon de l'Apparent et de l'Empire (lettres patentes du 28 mai 1809, Ebersdorf), Légionnaire (25 prairial an XII), puis, Officier de la Légion d'honneur (30 juin 1811), D'or au chevron de gueules, chargé au sommet de la croix de la Légion d'honneur d'argent et accompagné de trois hures de sanglier de sable, franc-quartier des comtes sénateurs. Armes parlantes (sanglier⇒cochon). |
|        | Claude Sylvestre Colaud (11 décembre 1754 - Briançon ✝ 3 décembre 1819 - Paris), général de division (2 septembre 1793), sénateur (24 pluviôse an IX), Comte Colaud et de l'Empire (lettres patentes du 26 avril 1808, Bayonne), Légionnaire (9 vendémiaire an XII), puis, Grand officier de la Légion d'honneur (25 prairial an XII), De gueules, au chef à sénestre dauphin d'argent, en pointe sabre et épée en sautoir d'or ; quartier du Sénat. |
|        | Jean-Victor Colchen (6 novembre 1751 - Metz ✝ 21 juillet 1830 - Paris), membre du conseil du sceau des titres (12 mars 1808), sénateur (12 pluviôse an XIII), Comte Colchen et de l'Empire (lettres patentes du 26 avril 1808, Bayonne), Légionnaire (25 prairial an XII), puis, Officier de la Légion d'honneur (30 juin 1811), Franc-quartier de comte sénateur ; champ d'azur fascé de trois pièces d'or ; bordure componnée d'argent et de sable. |
|        | Mathieu-Augustin Cornet (6 novembre 1751 - Nantes ✝ 1er mai 1832 - Paris), sénateur (3 nivôse an VIII), Comte Cornet et de l'Empire (lettres patentes du 26 avril 1808, Bayonne), Légionnaire (9 vendémiaire an XII), puis, Commandant (25 prairial an XII), puis, Grand officier de la Légion d'honneur (30 juin 1811), D'azur, aux trois petits cors d'or, deux et un, quartier du Sénat bordé d'argent. Armes parlantes (Cor (musique) / cornets ⇒ Cornet ). |
|        | Joseph Cornudet des Chaumettes (15 septembre 1755 - Crocq ✝ 13 septembre 1834 - Paris), sénateur (4 nivôse an VIII), Comte Cornudet et de l'Empire (lettres patentes de mai 1808, Bayonne), Légionnaire (9 vendémiaire an XII), puis, Commandant (25 prairial an XII), puis, Grand officier de la Légion d'honneur (30 juin 1811), Coupé d'azur et de gueules ; sur l'azur à dextre quartier des comtes sénateurs, à senestre, lion posé d'or, sur le gueules, une fasce d'or,. |
|        | Thomas, prince Corsini (30 juillet 1762 - Rome ✝ 5 janvier 1856 - Rome), sénateur (18 mars 1809), Comte Corsini et de l'Empire (lettres patentes de 20 août 1809, Schœnbrunn), D'argent à trois bandes d'azur chargées d'une fasce de gueules, franc-quartier des comtes sénateurs. |
|        | Hyacinthe-Hughes Timoléon de Cossé-Brissac (8 novembre 1746 - Paris 19 juin 1813 - Paris), sénateur (19 août 1807), chambellan de Madame-Mère, Comte de Cossée-Brissac et de l'Empire (lettres patentes de mai 1808, Bayonne) ; De sable, aux trois feuilles de scie d'or posées en fasce ; au chef à sénestre lion d'argent lampassé de gueules, et franc-quartier des comtes sénateurs,. |
|        | Jean-François Curée (21 décembre 1756 - Saint-André près de Lodève (province de Languedoc) 1er avril 1835 - Pézenas), sénateur (14 août 1807), Comte de La Bédissière et de l'Empire (lettres patentes du 15 juin 1808, Bayonne), Légionnaire (4 frimaire an XII), puis, Commandant de la Légion d'honneur (25 prairial an XII). D'argent, parti de sinople ; l'argent chargé d'un volume ou rouleau de sable posé horizontalement, ce rouleau se développe et on y voit écrit en lettres d'or : à « Jove Principium » ; le sinople chargé d'un chêne d'or ; franc-quartier des comtes-sénateurs. |

## D
| Figure | Nom du comte et blasonnement |
| ------ | --- |
|        | Giacinto della Torre (francisé en « Hyacinthe Charles, comte de La Tour » (° 15 mars 1747 - Saluces, Piémont † 8 avril 1814 - Turin, département du Pô), l'archevêché de Turin le 26 juin 1805, il est appelé par Napoléon 1er à siéger au Sénat conservateur le 14 août 1807. Il est fait comte de l'Empire le 20 juillet 1808 et successivement promu légionnaire, officier (1808) et, le 30 juin 1811, commandant de la Légion d'honneur. Écartelé au 1er des comtes sénateurs ; au 2e coupé d'or et d'azur, l'azur chargé d'une tour d'argent, maçonnée, ouverte et crénelée de sable ; au 3e coupé d'azur et de gueules, l'azur chargé de deux ruches d'or et le gueules d'une bande d'or ; au 4e d'argent à la croix neslée de gueules,. - Livrées : bleu, blanc, jaune et rouge. |
|        | Claude-Pierre de Delay d'Agier (25 décembre 1750 - Romans-sur-Isère † 4 août 1827 - Bourg-de-Péage), sénateur (28 frimaire an IX), comte Dédelay d'Agier et de l'Empire (lettres patentes du 15 juin 1808, Bayonne), Légionnaire (9 vendémiaire an XII), puis, Commandant de la Légion d'honneur (25 prairial an XII), D'azur, au lion rampant d'or, entre deux pals de même brochant sur l'extrémité des pattes et de la queue du lion ; au quartier des comtes-sénateurs brochant sur le pal à dextre. Armes parlantes (barrière ⇒ Dembarrère). |
|        | Jean Dembarrère (3 juillet 1747 - Tarbes † 3 mars 1828 - Lourdes), général de division du génie (28 pluviôse an III), sénateur (12 pluviôse an XIII), Comte Dembarrère et de l'Empire (lettres patentes du 15 juin 1808, Bayonne), Légionnaire (19 frimaire an XII), puis, Commandant (25 prairial an XII), puis, Grand officier de la Légion d'honneur (23 août 1814), D'azur, à une épée d'or en pal, la pointe en haut, posée sur un compas de même dont les pointes sont en bas, en chef une barrière d'argent semée et clouée de sable : quartier des comtes-sénateurs. |
|        | Jean-Nicolas Démeunier (15 mars 1751 - Nozeroy † 7 février 1814 - Paris), sénateur (28 nivôse an X), Comte Démeunier et de l'Empire (lettres patentes du 15 juin 1808, Bayonne), Légionnaire (9 vendémiaire an XII), puis, Commandant de la Légion d'honneur (25 prairial an XII), puis, Grand officier de la Légion d'honneur (30 juin 1811), Parti : le premier coupé de comte-sénateur et d'argent à trois fleurs de pensée d'azur ; le parti à senestre de gueules au pal d'or. |
|        | Joseph Laurent Demont (29 septembre 1747 - Sartrouville ✝ 5 mai 1826 - Paris), général de division (21 décembre 1805), sénateur (20 mai 1806), Comte Demont et de l'Empire (lettres patentes du 26 avril 1808, Bayonne), Légionnaire (19 frimaire an XII), puis Commandant de la Légion d'honneur (25 prairial an XII), De gueules, à la licorne naissante d'or surmontée d'une grenade d'or posée au chef à senestre ; franc-quartier des comtes sénateur. |
|        | Mathieu Depère (10 octobre 1746 - Mezin ✝ 6 décembre 1825 - Toulouse), sénateur (4 nivôse an VIII), Comte Depère et de l'Empire (lettres patentes du 26 avril 1808, Bayonne), Légionnaire (9 vendémiaire an XII), puis Commandant de la Légion d'honneur (25 prairial an XII), De sable au poirier d'argent arraché chargé de poires d'or, franc quartier de comte sénateur. Armes parlantes (Poire / poirier ⇒ Depère). |
|        | Antoine Destutt de Tracy (20 juillet 1754 - Paris ✝ 9 mars 1836 - Paris), sénateur (3 nivôse an VIII), Comte Destutt-Tracy et de l'Empire (lettres patentes du 26 avril 1808, Bayonne), Légionnaire (9 vendémiaire an XII), puis, Commandant de la Légion d'honneur (25 prairial an XII), Quartier de sénateur ; aux deuxième et troisième d'or au cœur de gueules ; au quatrième palé d'or et de sable de six pièces,. |
|        | Louis-Gustave Doulcet de Pontécoulant (17 novembre 1764 - Caen ✝ 3 avril 1853 - Paris), sénateur (12 pluviôse an XIII), Comte Doulcet-Pontécoulant et de l'Empire (lettres patentes du 26 avril 1808, Bayonne), Commandant (25 prairial an XII), puis, Grand officier (22 mai 1825), puis, Grand-croix de la Légion d'honneur (27 avril 1840), De gueules au croissant d'argent contourné, accosté intérieurement d'une étoile à huit pointes, quartier du Sénat. |
|        | Louis-Thibaut Dubois-Dubais (13 avril 1743 - Cambremer ✝ 1er novembre 1834 - Cambremer), sénateur (3 nivôse an VIII, titulaire de la sénatorerie de Nîmes), Comte Dubois-Dubais et de l'Empire (lettres patentes du 20 juillet 1808, Bayonne), Légionnaire (9 vendémiaire an XII), puis, Commandant de la Légion d'honneur (25 prairial an XII), D'or, au griffon de sable, armé, onglé, lampassé de gueules ; quartier des comtes-sénateurs. |
|        | Pierre-Roger Ducos (25 juillet 1747 - Montfort-en-Chalosse ✝ 16 mars 1816 - Ulm), sénateur (22 frimaire an VIII, titulaire de la sénatorerie d'Amboise), Comte Ducos et de l'Empire (lettres patentes de mai 1808, Bayonne), Légionnaire (9 vendémiaire an XII), puis, Grand officier de la Légion d'honneur (25 prairial an XII), Grand-croix de l'Ordre de la Réunion, D'or, à l'acacia robinier de sinople terrassé de sable, deux étoiles de gueules, l'une sur l'autre, placées à dextre et à sénestre de la cime de l'arme ; franc-quartier des comtes sénateurs,. |
|        | Jean Dupont (18 février 1737 - Lisbonne ✝ 19 septembre 1819 - Paris), sénateur (14 août 1807), Comte Dupont et de l'Empire (lettres patentes du 26 avril 1808, Bayonne), Légionnaire (25 prairial an XII), puis, Officier (5 juillet 1811), puis, Commandeur de la Légion d'honneur (6 janvier 1815), Écartelé : au premier des comtes-sénateurs ; au second de gueules à une étoile d'or ; au troisième d'azur au chevron contrebretessé d'argent, accompagné en chef de deux étoiles d'or et en pointe d'une flèche de même ; au quatrième de gueules au gouvernail d'or tenu par une main droite de carnation mouvante du flanc senestre de l'écu. |
|        | André Julien Dupuy (13 juin 1753 - Brioude ✝ 6 janvier 1832 - Paris), sénateur (28 mars 1806), Comte Dupuy et de l'Empire (lettres patentes de mai 1808, Bayonne), Légionnaire (9 vendémiaire an XII), puis, Commandant (25 prairial an XII), puis, Grand officier de la Légion d'honneur (24 avril 1817), De sable, coupé de gueules ; sur le sable trois étoiles d'argent rangées en fasce posées en chef, au-dessous de deux demi-lunes d'argent affacées ; sur le gueules lion passant d'or lampassés du même ; quartier de sénateur. |
|        | Jérôme-Louis-François-Joseph-Marie Durazzo (20 mai 1739 - Gênes ✝ 21 janvier 1809 - Gênes), sénateur (30 octobre 1805), Comte Durazzo et de l'Empire (lettres patentes de 26 avril 1808, Bayonne), Officier de la Légion d'honneur Quartier des comtes sénateurs ; au deuxième d'argent à trois fasces de gueules, au chef diminué d'azur, chargé de trois étoiles d'or posées en fasce ; au troisième d'argent échiqueté de gueules, une épine naturelle au chef ; au quatrième d'or à deux fasces échiquetées d'argent et de gueules. |
|        | Jean Dyzès (11 novembre 1742 - Bayonne ✝ 6 mars 1830 - Paris), sénateur (4 nivôse an VIII), Comte d'Arène et de l'Empire (lettres patentes de 26 avril 1808, Bayonne), Légionnaire (9 vendémiaire an XII), puis, Commandeur de la Légion d'honneur (25 prairial an XII), De sable aux trois pals d'or ; quartier de comte-sénateur. |

## E
| Figure | Nom du comte et blasonnement |
| ------ | --- |
|        | Jean-Louis Emmery (26 avril 1742 - Metz † 15 juillet 1823 - château de Grozyeulx, Augny, Moselle), sénateur (2 fructidor an XI), comte de Grozyeulx et de l'Empire (lettres patentes du 26 avril 1808, Bayonne), Légionnaire (9 vendémiaire an XII), puis, Commandant de la Légion d'honneur (25 prairial an XII), Chevronné d'or et d'azur, à la bordure componnée d'argent et de sable ; franc-quartier des comtes-sénateurs. |

## F
| Figure | Nom du comte et blasonnement |
| ------ | --- |
|        | Jean Pierre Fabre de l'Aude (8 décembre 1755 - Carcassonne † 6 juillet 1832 - Paris), sénateur (14 août 1807), Comte Fabre de l'Aude et de l'Empire (lettres patentes du 26 avril 1808, Bayonne), Légionnaire (4 frimaire an XII), puis, Commandant de la Légion d'honneur (25 prairial an XII), De gueules à la bande d'or, deux besans en haut et un en bas, franc-quartier du Sénat,. |
|        | Jean Fabre de La Martillière (° 10 mars 1732 - Nîmes † 27 mars 1819 - Paris), général de division, sénateur (14 nivôse an X), Comte Fabre La Martillière et de l'Empire (lettres patentes de 11 juillet 1810, Saint-Cloud), légionnaire (9 vendémiaire an XII : 2 octobre 1803), puis, grand officier de la Légion d'honneur (25 prairial an XII : 14 juin 1804), Parti au premier d'azur à la tour crénelée de quatre pièces, donjonnée d'une tourelle crénelée de trois pièces d'or, ajourés et maçonnées de sable ; au deuxième d'argent à la vache encornée de sable surmontée d'une étoile du même, franc-quartier des comtes sénateurs brochant au neuvième de l'écu. |
|        | Ottavio Faletti di Barolo (24 juillet 1753 - Turin † 30 janvier 1828 - Turin), sénateur (20 mai 1806), comte Falette de Barol et de l'Empire (lettres patentes du 2 juillet 1808, Bayonne), Légionnaire (16 messidor an XII), puis, Officier de la Légion d'honneur (28 décembre 1807), Écartelé : au premier des comtes-sénateurs ; au deuxième d'or chevronné de trois pièces de gueules accompagnées en chef de deux quintefeuilles de gueules et en pointe d'une quintefeuille de même ; au troisième contre-écartelé : au premier d'argent à huit feuilles de vigne, trois, trois, deux, de sinople ; au deuxième et troisième coupé de gueules et d'azur, au quatrième de gueules ; à la colonne d'argent à base & chapiteau de même ; au quatrième d'argent au lion rampant et contourné de gueules sur le tout d'azur, à la bande échiquettée d'or et de gueules de trois traits. |
|        | Pierre Marie Barthélemy Ferino (23 août 1747 - Craveggia † 28 juin 1816 - Paris), sénateur (16 pluviôse an XIII, titulaire de la sénatorerie de Florence), comte Ferino et de l'Empire (lettres patentes du 1er juin 1808, Bayonne), Légionnaire (19 frimaire an XII), puis, grand officier de la Légion d'honneur (25 prairial an XII), Parti de gueules et de sable ; le gueules chargé d'un dextrochère armé et gantelé, mouvant d'une nuée au flanc dextre, le tout d'argent, portant une lance antique d'or ; quartier des comtes-sénateurs ; le sable chargé d'une cuisse de griffon d'or en pal. |
|        | Charles Pierre Claret de Fleurieu (2 juillet 1738 - Lyon ✝ 18 août 1810 - Paris), sénateur (5 thermidor an XIII), comte Claret de Fleurieu et de l'Empire (lettres patentes du 26 avril 1808, Bayonne), Légionnaire (9 vendémiaire an XII), puis Grand officier de la Légion d'honneur (25 prairial an XII), Coupé, le premier parti d'azur au signe des comtes sénateurs et d'azur au soleil rayonnant d'or, accosté à sénestre en pointe d'un croissant versé d'argent, les pointes vers le canton, le deuxième de sinople au compas ouvert d'argent, les pointes dirigées à sénestre (vers le centre des astres)., OuCoupé d'azur et de sinople ; sur l'azur, soleil d'or ; lune d'argent ; sur le sinople compas d'argent pointe tournée vers le centre des astres. |
|        | Vittorio Fossombroni (15 septembre 1754 - Arezzo ✝ 15 avril 1844 - Florence), sénateur (18 mars 1809), comte Fossombroni et de l'Empire (lettres patentes du 20 août 1809, Schoenbrunn), légionnaire (3 décembre 1809), puis officier de la Légion d'honneur (30 juin 1811), D'azur à la forteresse donjonnée de trois tours le tout d'argent, maçonné, ouvert et ajouré de sable soutenu d'un rocher de sinople : franc-quartier des comtes sénateurs à la filière d'or. |
|        | Nicolas François de Neufchâteau (17 avril 1750 - Saffais ✝ 10 janvier 1828 - Paris), sénateur (4 nivôse an VIII, titulaire de la sénatorerie de Dijon (2 prairial an XII), puis transféré à celle de Bruxelles (juillet 1806)), Légionnaire (9 vendémiaire an XII : 2 octobre 1803), puis, Grand officier de la Légion d'honneur (25 prairial an XII : 14 juin 1804), grand trésorier de l'Ordre (11 juin 1804) De sinople, au cygne d'argent, surmonté de trois épis d'or (rangés en fasce, à sénestre du chef) ; franc quartier des comtes-sénateurs,. |

## G
| Figure | Nom du comte et blasonnement |
| ------ | --- |
|        | Dominique Joseph Garat (8 septembre 1749 - Bayonne † 9 décembre 1833 - Ustaritz), membre de l'Institut de France, sénateur (3 nivôse an VIII), Comte Garat et de l'Empire (lettres patentes de mai 1808, Bayonne), Légionnaire (9 vendémiaire an XII), puis, Commandant de la Légion d'honneur (25 prairial an XII), De gueules à une rivière courante posée en bande d'argent accompagnée en chef d'une montagne à trois sommets d'or, et en pointe de trois pieds de maïs du même tigé de sinople ; quartier des comtes sénateurs,. |
|        | Germain Garnier (8 novembre 1754 - Auxerre † 4 octobre 1821 - Paris), membre du Conseil du sceau des titres, correspondant de l'Institut, sénateur (6 germinal an XII, titulaire de la sénatorerie de Limoges (1810) puis de celle de Trèves (1811)), Comte Garnier et de l'Empire (lettres patentes de 26 avril 1808, Bayonne), Commandant (25 prairial an XII), puis, Grand officier de la Légion d'honneur (30 juin 1811), Grand-croix de l'Ordre de la Réunion (3 avril 1813), D'argent, à trois chevrons de gueules au chef cousu d'or chargé de deux étoiles du second, au franc-quartier des sénateurs brochant sur le tout,. |
|        | Pierre Garnier de Laboissière (10 mars 1754 - Chassiecq † 14 avril 1809 - Paris), général de division, chambellan de l'Empereur (pluviôse an XIII), sénateur (7 fructidor an XI, titulaire de la sénatorerie de Bourges par décret du 2 prairial an XII), Comte Garnier-Laboissière et de l'Empire (lettres patentes du 26 avril 1808, Bayonne), Légionnaire (9 vendémiaire an XII : 2 octobre 1803), puis Grand officier de la Légion d'honneur (25 prairial an XII : 14 juin 1804), Gironné de huit pièces d'or et d'azur ; au cinquième giron qui est d'azur une épée d'or ; au franc-canton de sénateur brochant sur le tout. |
|        | Jean Philippe Garran de Coulon (19 avril 1748 - Saint-Maixent † 19 décembre 1816 - Paris), sénateur (3 nivôse an VIII, titulaire de la sénatorerie de Riom par décret du 2 prairial an XII), membre de l'Institut, Comte Garran-Coulon et de l'Empire (lettres patentes du 26 avril 1808, Bayonne), Selon ses lettres patentesDe sable, couronne d'or, une F d'argent au milieu sous le quartier du Sénat, fer de lance en argent, en pointe à sénestre ; chien dressé en pal ; à sénestre au chef en argent ; franc-quartier du Sénat. Selon Jean-Baptiste RietstapDe sable, à une couronne de laurier d'or enfermant un F d'argent, le tout posé au canton dextre de la pointe, acc. au canton dextre du chef d'un chien rampant et colleté d'argent, et d'un fer de lance renversé aussi d'argent, au franc-quartier des sénateurs, (d'azur, au miroir d'or enlacé d'un serpent). Selon Alcide GeorgelDe sable au franc-quartier du sénat brochant au neuvième de l'écu, accompagné en chef, à sénestre d'un chien rampant d'argent; en pointe, à dextre d'un F d'argent entouré d'une couronne d'olivier d'or, à sénestre d'un fer de lance d'argent, la pointe en bas. |
|        | Louis Jean-Baptiste Gouvion (6 février 1752 - Toul † 22 novembre 1823 - Paris), général de division, sénateur (12 pluviôse an XIII), comte Gouvion et de l'Empire (lettres patentes du 26 avril 1808, Bayonne), Légionnaire (19 frimaire an XII : 11 décembre 1803), puis, Grand officier (25 prairial an XII : 14 juin 1804), puis, Grand-croix de la Légion d'honneur (1er mai 1821), Champ de sinople chargé d'un sabre d'or surmonté d'une étoile d'or, avec une grenade enfammée d'argent en chef et à sénestre ; quartier du sénat. |
|        | Henri Grégoire (6 février 1752 - Toul † 22 novembre 1823 - Paris), sénateur (4 nivôse an X), membre de l'Institut impérial, Comte Grégoire et de l'Empire (lettres patentes de mai 1808, Bayonne), Légionnaire (9 vendémiaire an XII : 2 octobre 1803), puis, Commandeur de la Légion d'honneur (25 prairial an XII : 14 juin 1804), Selon ses lettres patentesParti d'argent et de gueules ; l'argent coupé des armes de comte sénateur ; le gueules chargé d'une croix épiscopale mîtrée et crossée d'or surmontée d'un chapeau cordonné et houppé de six houppes de sinople. * Ces armes emploient le terme « cousu » dans le seul but de contrevenir à la règle de contrariété des couleurs : elles sont fautives : chapeau de sinople sur champ de gueules. On trouve aussiD'argent à la croix pattée de gueules ; franc-quartier brochant des comtes sénateurs,. |
|        | Laurent de Grégory (10 août 1746 - Turin † 16 avril 1817 - Turin), sénateur (11 fructidor an XI), Comte de Gregori-Marcorengo et de l'Empire (lettres patentes du 26 avril 1808, Bayonne), Légionnaire (9 vendémiaire an XII), puis, Commandeur de la Légion d'honneur (25 prairial an XII), Écu coupé, au deuxième de gueules à la croix d'argent ; tiercé d'argent en fasce au phénix naturel ; le bas d'azur à la bande d'or ; deux étoiles d'or, une en chef l'autre en pointe.[évasif] |
|        | François Scolastique de Guéheneuc (4 juin 1759 - Paris † 28 septembre 1840 - Paris), sénateur (3 mars 1810), Comte Guéhéneuc et de l'Empire (lettres patentes du 14 avril 1810, Compiègne), Officier (30 juin 1811), puis, Commandeur de la Légion d'honneur (30 avril 1838), |

## H
| Figure | Nom du comte et blasonnement |
| ------ | --- |
|        | Louis Auguste Juvénal des Ursins d'Harville (23 avril 1749 - Paris † 8 mai 1815 - Lizy-sur-Ourcq), général de division, chevalier d'honneur (premier écuyer) de l'Impératrice et Reine, sénateur (21 ventôse an IX), comte Juvénal Harville et de l'Empire (lettres patentes du mai 1808, Bayonne), Légionnaire (9 vendémiaire an XII), puis, Grand officier (25 prairial an XII), puis, Grand aigle de la Légion d'honneur (9 juin 1805), Chevalier de l'Ordre de l'Aigle d'or (1er janvier 1806), De gueules, à la croix d'argent chargée de cinq coquilles de sable, une trois et une (qui est Harville) ; quartier des comtes-sénateurs. |
|        | Alexandre d'Haubersart (18 octobre 1732 - Douai † 16 août 1823 - Douai), premier président de la cour d'appel de Douai, député au Corps législatif, sénateur (14 avril 1813 : dernier promu), chevalier Dhaubersart et de l'Empire (à la suite du décret du 25 prairial an XII le nommant membre de la Légion d'honneur, lettres patentes du 28 janvier 1809, (Paris)), baron d'Haubersart et de l'Empire (décret du 22 avril 1810, lettres patentes du 17 mai 1810 (Gand), institution de majorat, attaché au titre de baron, accordée par lettres patentes du 25 mars 1813, à Paris), comte d'Haubersart et de l'Empire (lettres patentes du 19 juin 1813 (Saint-Cloud), légionnaire (25 prairial an XII), puis, officier de la Légion d'honneur (31 juillet 1814). Selon ses lettres patentesD'azur au chevron d'or, accompagné en chef de deux étoiles du même et en pointe d'une balance d'argent ; franc-quartier des comtes sénateurs brochant au neuvième de l'écu. On trouve aussiD'azur au chevron de gueules, accompagné au chef de deux étoiles d'or, et, en pointe d'une balance d'or ; au franc-quartier des Comtes Sénateurs. |
|        | Gabriel Marie Théodore Joseph de Hédouville (27 juillet 1755 - Laon † 30 mars 1825 à Brétigny, Seine-et-Oise), chambellan du l'Empereur, général de division, sénateur (12 pluviôse an XIII), comte Hédouville et de l'Empire (lettres patentes du mai 1808, Bayonne), légionnaire (9 vendémiaire an XII), puis grand officier de la Légion d'honneur (25 prairial an XII), chevalier de l'Ordre du Lion « de Bavière » (vers 1806), grand'croix de l'Ordre de la Fidélité de Bade (vers 1806) Coupé d'azur et d'or, « l'argent » [l'azur] parti à dextre du quartier des comtes sénateurs et chargé à sénestre d'un lion léopardé d'argent lampassé de gueules. |
|        | Pierre-Antoine Herwyn (18 septembre 1753 - Hondschoote ✝ 16 mars 1824 - Paris), sénateur (4 nivôse an VIII), Comte de Nevèle et de l'Empire (lettres patentes du 26 avril 1808, Bayonne), Légionnaire (9 vendémiaire an XII : 2 octobre 1803), puis, commandant (25 prairial an XII : 14 juin 1804), grand officier de la Légion d'honneur (1815 : seconde Restauration), Selon ses lettres patentesÉcu parti, coupé à sénestre en courbe, lion de sable lampassé de gueules, sur un fond d'or ; trois étoiles d'or sur fond de sable ; à dextre au troisième quartier croix de gueules sur fond d'argent, petit merle sur l'angle supérieur de la croix., OuÉcu parti, coupé à sénestre en courbe de sable et d'or, sur l'or un lion passant de sable lampassé de gueules, sur le sable, trois étoiles d'or posées deux et une ; à dextre le premier de sénateur, le second d'argent à la croix attachée de gueules accostée à dextre en chef d'un merle de sable, |
|        | Charles Léopold von Heydes de Belderbusch (11 octobre 1749 - Meersen ✝ 22 janvier 1826 - Paris), sénateur (5 février 1810), comte de Heiden de Belderbush et de l'Empire (lettres patentes du 23 mai 1810, Lille), légionnaire (25 prairial an XII), puis, officier de la Légion d'honneur (6 avril 1813). Écartelé, au premier des comtes sénateurs, au deuxième burelé d'argent et de sinople au lion rampant de gueules, au troisième d'argent à la croix de gueules dentelée de sable ; au quatrième d'azur à trois étoiles d'or en fasce posées en chef, soutenues de trois roses deux et une d'or. |
|        | Charles-Louis Huguet de Sémonville (9 mars 1759 - Paris ✝ 11 avril 1839 - Paris), sénateur (12 pluviôse an XIII, titulaire de la sénatorerie de Bourges (1809-1814)), Comte Huguet de Sémonville et de l'Empire (lettres patentes de mai 1808, Bayonne), institution de majorat attaché au titre de comte au profit de Louis Désiré de Montholon-Sémonville (fils adoptif de Huguet de Sémonville, accordée par lettres patentes du 13 avril 1811, à Paris), Légionnaire (9 vendémiaire an XII : 2 octobre 1803), puis, Commandant (25 prairial an XII : 14 juin 1804), puis, Grand officier (6 janvier 1815), puis, Grand-croix de la Légion d'honneur (19 août 1823), Grand-croix de l'ordre impérial de Léopold, [Écartelé] Au premier de comte-sénateur, au deuxième et troisième d'azur chargé d'un mouton d'or, surmonté de trois quintefeuilles d'argent ; au quatrième écartelé or et azur, savoir : les premier et quatrième d'or au chène de sinople, les deuxième et troisième d'azur à la merlette d'argent. |

## J
| Figure | Nom du comte et blasonnement |
| ------ | --- |
|        | Jean-Ignace Jacqueminot (14 janvier 1754 - Naives-Rosières ✝ 13 juin 1813 - Paris), sénateur (4 nivôse an VIII, titulaire de la sénatorerie de Douai : sénatus-consulte du 5 vendémiaire an XII), comte Jacqueminot et de l'Empire (lettres patentes du 26 avril 1808, Bayonne), légionnaire (9 vendémiaire an XII), puis, commandant de la Légion d'honneur (25 prairial an XII), Fond d'or chargé d'une branche d'oranger de sinople, fleurs d'argent, un fruit au naturel, ; au franc-quartier des comtes sénateurs brochant. |
|        | François de Jaucourt (14 novembre 1757 - Paris ✝ 5 février 1852 - Presles (Seine-et-Marne)), sénateur (8 brumaire an XII), comte Jaucourt et de l'Empire (lettres patentes de mai 1808, Bayonne), légionnaire (26 novembre 1803), puis, commandant (25 prairial an XII : 14 juin 1804), puis, grand cordon de la Légion d'honneur (28 septembre 1815), Bordure de gueules ; quartier des comtes-sénateurs, au second et au troisième bandé d'or et d'azur de six pièces à la bordure de gueules, au quatrième d'hermines à la bordure engrelée de gueules, sur le tout, de sable à deux léopards d'or. OuÉcu [bordé] de gueules, quartier des comtes sénateurs, au second bandé d'or et d'azur de six pièces à la bordure de gueules, au troisième de même, au quatrième d'hermines à la bordure engrelée de gueules, sur le tout de sable à deux léopards d'or. |
|        | Bernard Journu-Aubert (15 mai 1745 - Bordeaux ✝ 28 janvier 1815 - Paris), sénateur (4 nivôse an VIII), comte de Tutsal et de l'Empire (lettres patentes de mai 1808, Bayonne), légionnaire (9 vendémiaire an XII), puis, commandant de la Légion d'honneur (25 prairial an XII), De sinople, au bélier d'argent mérinos, marchant ; étoile d'or en chef, quartier du Sénat,. |

## K
| Figure | Nom du comte et blasonnement |
| ------ | --- |
|        | Dominique Louis Antoine Klein (° 24 janvier 1761 - Blâmont, Lorraine † 2 novembre 1845 - Paris), général de division, sénateur (14 septembre 1807), comte Klein et de l'Empire (lettres patentes de mai 1808, Bayonne), Légionnaire (19 frimaire an XII), puis, Grand officier (25 prairial an XII), puis, Grand-croix de la Légion d'honneur (29 avril 1834), Chevalier de l'Ordre du Lion « de Bavière » De gueules, au dextrochère d'argent, mouvant de senestre, portant une épée de même, au pal d'or chargé de trois chevron de sable brochant sur le tout ; quartier de comte-sénateur. |

## L
| Figure | Nom du comte et blasonnement |
| ------ | --- |
|        | Joseph Louis Lagrange (25 janvier 1736 - Turin ✝ 10 avril 1813 - Paris, inhumé au Panthéon (caveau II)), mathématicien, sénateur (1799), membre de l'Institut, Comte de l'Empire (1808), De sable au triangle équilatéral évidé d'or, surmonté d'une pleine lune figurée d'argent ; franc-quartier des Comtes Sénateurs brochant, |
|        | Jean-Denis Lanjuinais (12 mars 1753 - Rennes ✝ 13 janvier 1827 - Paris), Avocat (1771), professeur de droit canonique à Rennes (1775), écrivain, orateur, publiciste, élu aux États de Bretagne (1779), député pour la sénéchaussée de Rennes aux États généraux de 1789, puis député d'Ille-et-Vilaine à la Convention nationale, membre du Conseil des Anciens, 1er comte Lanjuinais et de l'Empire (1808), Membre de l'Institut de France (Académie des inscriptions et belles-lettres, 16 décembre 1808), Commandeur de la Légion d'honneur, Pair de France (4 juin 1814, 2 juin 1815 (Cent-Jours), comte-pair le 31 août 1817, lettres patentes du 13 mars 1819, sans majorat), - - Armes de Comte de l'Empire : Écartelé : au 1, du quartier des Comtes Sénateurs de l'Empire ; au 2, d'argent à la croix potencée de sinople ; au 3, d'argent à trois mains dextres appaumées de carnation 2, 1, les doigts tournés à dextre; au 4, d'azur au lion d'or tenant de la patte sénestre une balance d'argent et de la dextre un frein du même, bordure de sable,. - Armes de Pair de France : Écartelé : aux 1 et 4, d'azur, au lion d'or, tenant de sa patte senestre une balance d'argent et de sa dextre un frein du même ; au 2, d'argent, à une croix potencée alésée de sinople ; au 3, d'argent, à trois mains appaumées de carnation, en fasces, 2 et 1. L'écu bordé de sable. Couronne de comte, supports: Deux lions au naturel. Devise: Dieu et ses lois,. |
|        | Chrétien Joseph Ernest Grégoire de Lannoy (1731-1822), sénateur (1er floréal an XII : 21 avril 1804), comte de l'Empire (mai 1808), commandeur de la Légion d'honneur, D'argent, aux trois lions de sinople rampants, armés, lampassés et couronnés d'or, posés deux et un ; « franc-quartier » des comtes sénateurs. |
|        | Pierre-Simon de Laplace (23 mars 1749 - Beaumont-en-Auge ✝ 5 mars 1827 - Paris), Mathématicien, géomètre, astronome, Ministre de l'Intérieur sous le Consulat, membre (1799) et vice-président (« chancelier ») du Sénat conservateur, Comte Laplace et de l'Empire, Grand officier de la Légion d'honneur, marquis de La Place (1817), Membre de l'Académie royale des Sciences (1773), Membre de l'Institut de France (Académie des Sciences, 1795), Membre de l'Académie française (1816), Pair de France (4 juin 1814, marquis-pair le 31 août 1817, lettres patentes du 20 décembre 1817, sans majorat, transmission le 26 janvier 1828), - - Armes de Comte de l'Empire : D'azur, à deux planètes de Jupiter et de Saturne, avec leurs satellites et anneaux placés en ordre naturel, posées en fasce, d'argent, et une fleur à cinq branches d'or en chef ; au canton des comtes sénateurs brochant,. - Armes de Pair de France : D'azur, à deux planètes de Jupiter et de Saturne, avec leurs satellites et anneaux placés en ordre naturel, posées en fasce, d'argent, et une fleur à cinq branches d'or en chef accompagnée en chef à dextre d'un soleil également d'or. |
|        | Alphonse Hubert de Latier de Bayane (30 octobre 1739 - Valence † 27 juillet 1818 - Paris), comte puis duc de Bayanne, auditeur pour la France à la Rote romaine, cardinal (crée le 23 février 1801, in pectore, annoncé officiellement le 9 août 1802), Cardinal-diacre de S. Angelo in Pescheria, sénateur (6 avril 1813) et comte de l'Empire (11 septembre 1813), Pair de France (4 juin 1814), - - Armes des Latier de Bayane : D'azur, à trois lacs d'amour d'argent (alias : trois frettes d'argent), au chef du même. Cri: LA FOY, LE ROY, LA LOY. Devise: POUR TROIS. - Armes de Comte de l'Empire : D'azur, fretté d'argent, au chef du même, chargé d'une étoile d'or, au canton des Comtes Sénateurs de l'Empire. (armes abandonnées pour conserver celles de la famille). |
|        | Bernard Germain Etienne de La Ville-sur-Illon (26 décembre 1756 - Agen ✝ 6 octobre 1825 - Épinay-sur-Seine), Comte de Lacépède, naturaliste, Président de Assemblée législative, premier Secrétaire du Sénat conservateur (1799) (Sénatorerie de Paris, Président à deux reprises : 1807-1808 puis 1811-1813), Comte d'Empire (1808), premier grand chancelier de la Légion d'honneur (1803), Pair de France (4 juin 1814, 2 juin 1815 (Cent-Jours), annulé le 24 juillet 1815, « restauré » baron-pair le 5 mars 1819), Écartelé ; au premier des comtes-sénateurs ; au deuxième, de gueules à trois barres d'or, au chef cousu d'azur chargé de trois étoiles du second ; au troisième bandé d'azur et d'or de six pièces à la bordure de gueules, au franc-canton d'argent; au quatrième d'or, à une bande de gueules chargée de trois alérions d'argent (qui est de Lorraine ancien) ; sur le tout, en abîme, d'or à la croix de gueules au chef de sinople, à la bande d'argent, chargée de trois roses de gueules, |
|        | Jean-Barthélemy Le Couteulx de Canteleu (4 mars 1746 - Canteleu ✝ 18 septembre 1818 - Farceaux), Comte de Fresnelles et de l'Empire (lettres patentes du 26 avril 1808), comte Le Couteulx de Canteleu (1814), Echevin de la ville de Rouen (1789), Député du tiers état aux Etats généraux de 1789, Député au Conseil des Cinq-Cents, sénateur (3 nivôse an VIII), Régent de la Banque de France (1800-1804), chevalier de la Légion d'honneur (9 vendémiaire an XII) puis commandeur (25 prairial suivant), Pair de France (4 juin 1814, comte-pair le 31 août 1817, lettres patentes du 20 décembre 1817), - - Armes de Comte de l'Empire : D'argent au chevron de gueules, accompagné de trois trèfles de sinople ; au canton brochant des comtes sénateur de l'Empire. - Armes de Pair de France : D'argent au chevron de gueules accompagné de trois trèfles de sinople. |
|        | Martin Lejéas-Carpentier (16 octobre 1748 - Paris ✝ 12 décembre 1831 - Aiserey), maire de Dijon, député de la Côte-d'Or au Corps législatif (6 germinal an X (27 mars 1802)), membre du Sénat conservateur (19 août 1807), 1er comte Lejéas et de l'Empire (lettres patentes du 24 avril 1808), par le Sénat conservateur, officier de la Légion d'honneur (chancelier de la 6e cohorte), Pair de France (2 juin 1815 (Cent-Jours)), De gueules, à un chevron d'or surmonté de deux étoiles en fasce d'argent ; franc-quartier de comte sénateur,. |
|        | Louis-Nicolas Lemercier (23 décembre 1755 - Saintes (Saintonge) † 11 janvier 1849 - Paris), 1er comte Lemercier et de l'Empire par lettres patentes du 26 avril 1806 (érection de majorat par lettres patentes du 28 mai 1809), Président du Sénat conservateur en l'an X, chevalier de la Légion d'honneur, puis commandeur de l'ordre en l'an XII (1805), il obtient la même année la sénatorerie d'Angers. Membre de la commission administrative du Sénat en 1806, il est nommé grand officier de la Légion d'honneur le 30 juin 1811. Pair de France sous la Restauration, il fut confirmé dans son titre de comte héréditaire par lettres patentes du 20 décembre 1817, De gueules à la croix ancrée d'argent accompagnée en chef à sénestre d'une épée en pal d'argent, et en pointe à dextre d'une ancre de même ; franc-quartier de comte-sénateur. |

## M
| Figure | Nom du comte et blasonnement |
| ------ | --- |
|        | Jacques Mallet (28 avril 1787 - ✝ 22 mai 1869 à Paris), ingénieur et sénateur, comte Mallet par Napoléon III le 2 juin 1866. De gueules, à la pyramide d'argent, maçonnée de sable; au chef d'or, chargé de trois maillets de sable ; au franc-quartier des comtes sortis du sénat ; d'azur au miroir d'or enlacé d'un serpent d'argent. |
|        | Gaspard Monge (10 mai 1746 - Beaune ✝ 28 juillet 1818 - Paris, inhumé au Panthéon (caveau VII)), mathématicien, Ministre de la Marine (1792-1793), membre (1800) puis président (1806-1807) du Sénat conservateur, Comte de Péluse et de l'Empire (1808), D'or, au palmier de sinople terrassé du même ; franc-quartier des Comtes Sénateurs brochant au quart de l'écu,. |
|        | Justin Bonaventure Morard de Galles (30 mars 1741 - Goncelin ✝ 23 juillet 1809 - Guéret, inhumé au Panthéon (caveau III)), contre-amiral (1er janvier 1792), vice-amiral (1er janvier 1793), amiral (1793, 1796-1797), Chevalier de Galles ou Morard de Galle, puis, comte de Galle et de l'Empire (26 avril 1808), Légionnaire (2 octobre 1803), puis, Grand officier de la Légion d'honneur (14 juin 1804), Chevalier de Saint-Louis (5 février 1778), sénateur (25 décembre 1799 - 23 juillet 1809), Parti d'or plain et d'azur à une rose d'argent ; au canton des Comtes Sénateurs brochant. |

## N
Aucun comte dans cette catégorie.

## O
| Figure | Nom du comte et blasonnement |
| ------ | --- |
|        | Michel Ordener (2 septembre 1755 - L'Hôpital ✝ 30 août 1811, Compiègne, inhumé au Panthéon (caveau II)), général de brigade (29 août 1803), général de division (25 décembre 1805), Commandant de la Légion d'honneur (1804), sénateur (1806), Commandant de la Légion d'honneur (1804), Commandeur de l'Ordre de la Couronne de fer (1806), Comte de l'Empire (20 décembre 1808), premier écuyer de l'Impératrice (1806), gouverneur du Palais de Compiègne (1809), Écartelé : au I, du quartier des Comtes Sénateurs ; au II, d'or à la tête de cheval de sable ; au III, d'or au pont à trois arches mouvant des flancs, soutenu d'une mer d'argent, la deuxième arche chargée d'un écusson d'or à la lettre "L" de sable ; au IV, d'azur au sabre de cavalerie d'argent garni d'or en pal. |
|        | Jacques Pierre Orillard de Villemanzy (5 janvier 1751 - Amboise ✝ 3 septembre 1830 - Versailles), Lieutenant général, intendant général et commissaire des armées, Commissaire des guerres (1777), intendant général de la Grande Armée (1806-1809), comte de Villemanzy et de l'Empire (11 novembre 1813), Sénateur (1809), pair de France (4 juin 1814, comte-pair héréditaire de Villemanzy le 31 août 1817, lettres patentes 18 février 1818), Chevalier de l'Ordre royal et militaire de Saint-Louis, Officier membre d'origine de l'Ordre de Cincinnatus, Chevalier de l'Ordre de la Couronne de Fer d’Italie, Grand-croix de l'Ordre du mérite civil de la Couronne de Bavière, Commandeur de l'Ordre militaire de Saint-Henri de Saxe, - - Armes des Orillard de Villemanzy sous l'Ancien Régime : Écartelé: aux 1 et 4, d'azur, à un pélican d'argent, surmonté d'un soleil d'or; au 2, d'argent, au chevron de gueules acc. en chef de trois pommes de pin de sable et en pointe de trois tourteaux mal-ordonnés de gueules; au 3, d'or, à une tour de sable,. - Armes de Comte de l'Empire : Écartelé : au 1, du quartier des Comtes Sénateurs ; au 2, d'argent, au chevron de gueules accompagné en chef de trois pommes de pin de sable et en pointe de trois tourteaux mal-ordonnés de gueules ; au 3, d'or, à une tour de sable ; au 4, d'azur, à un pélican d'argent, surmonté d'un soleil d'or,. |

## P
| Figure | Nom du comte et blasonnement |
| ------ | --- |
|        | Emmanuel de Pastoret (6 octobre 1756 - Marseille ✝ 28 septembre 1840 - Paris), Magistrat, financier, député de Paris à l'Assemblée législative, ministre de l'intérieur (1791), Député du Var au Conseil des Cinq-Cents, Chevalier de l'Empire (1808), comte de l'Empire en 1809, marquis de Pastoret en 1817, pair de France (4 juin 1814, marquis-pair le 31 août 1817, lettres patentes 20 décembre 1817), ministre d'État (1826), président de la Chambre des pairs (17 décembre 1829 - 2 août 1830), chancelier de France (1829-1830), Membre de l'Académie royale des Inscriptions et Belles-Lettres (1784), Membre de l'Institut de France (Académie des inscriptions et belles-lettres (28 janvier 1803)), Membre de l'Institut de France (Académie des sciences morales et politiques (10 décembre 1795), Académie française (1820)), - - Armes de Comte de l'Empire : D'or, à la barre de gueules chargée d'un berger adextré d'un chien couché et paissant un mouton, le tout d'argent ; au canton des Comtes Sénateurs brochant,. - Armes du Marquis-Pair de France sous la Restauration : D'or, à la barre de gueules chargée d'un berger adextré d'un chien couché sur une terrasse du même et ayant la tête tournée vers le berger. Supports: Deux lévriers colletés. Cimier: Une main de justice. Cri FRANCE ! FRANCE !. Devise: BONUS SEMPER ET FIDELIS,. Armes parlantes. |
|        | Catherine-Dominique de Pérignon (31 mai 1754 - Grenade-sur-Garonne ✝ 25 décembre 1818 - Paris), Maréchal d'Empire (19 mai 1804), 1er Comte Pérignon et de l'Empire (1808), 1er Marquis de Perignon (31 août 1817), Légionnaire (2 octobre 1803), puis, Grand Officier (14 juin 1804), puis, Grand aigle de la Légion d'honneur (2 février 1805), Chevalier (1er juin 1814), puis, Commandeur le 3 mai 1816, puis, Grand-croix de l'Ordre royal et militaire de Saint-Louis (24 août 1817), Grand dignitaire de l'Ordre des Deux-Siciles, sénateur (30 mars 1801 - 1814), Pair de France (4 juin 1814, Marquis-pair le 31 août 1817, lettres patentes du 14 avril 1824), D'azur, à un bélier passant d'argent, accorné d'or, la tête sommée d'une croix patriarcale du même, ; franc-quartier des Comtes Sénateurs brochant au neuvième de l'écu, Devise: FAYRE PLA LAYSSA DIRE. |
|        | Claude François Marie Primat (26 juillet 1746 - Lyon † 21 juin 1810 - Toulouse), archevêque de Toulouse de 1802 à 1816, comte de l'Empire 27 novembre 1808, Commandeur de la Légion d'honneur, Écartelé ; au premier des comtes sénateurs au second de sinople au lion gisant gueule béante d'or ; au troisième d'argent aux trois violettes au naturel posées deux et un ; le quatrième d'azur à la croix pattée d'or. |

## Q
Aucun comte dans cette catégorie.

## R
| Figure | Nom du comte et blasonnement |
| ------ | --- |
|        | Antoine-Guillaume Rampon (16 mars 1759 - Saint-Fortunat-sur-Eyrieux ✝ 2 mars 1842 - Paris), général de brigade (à titre provisoire le 11 avril 1796, confirmé le 24 avril 1796), général de division (à titre provisoire le 25 janvier 1800, confirmé le 6 septembre 1800), 1er comte Rampon et de l'Empire (26 avril 1808), Grand officier (14 juin 1804), puis, Grand-croix de la Légion d'honneur (22 janvier 1825), Chevalier de l'Ordre royal et militaire de Saint-Louis (27 juin 1814), Commandeur de l'Ordre de la Couronne de Fer, sénateur (28 décembre 1800 - 1814), Pair de France (4 juin 1814, 2 juin 1815, rayé de la liste des pairs le 24 juillet 1815, réintégré baron-pair le 5 mars 1819, lettres patentes des 20 janvier 1820 et 28 juillet 1823), - - Armes de Comte de l'Empire : De gueules à un mur d'argent ouvert du champ, une lettre "M" majuscule d'or en chef soutenue de trois pyramides du même ; franc-quartier des Comtes Sénateurs brochant,. - Armes du baron-Pair de France sous la Restauration : De gueules, à trois pyramides d'or, soutenues du même ; surmontées en chef d'une redoute d'argent soutenue du même, surmontée elle-même d'un M d'or ; au franc quartier d'azur chargé d'un dextrochère armé d'argent, orné d'or, et tenant une épée d'argent, montée d'or. |
|        | Pierre Riel de Beurnonville (10 mai 1752 - Champignol-lez-Mondeville ✝ 28 avril 1821 - Paris), lieutenant général (22 août 1792, puis général de division), général en chef (1792-1793, 1796-1797), maréchal de France (3 juillet 1816), comte de Beurnonville et de l'Empire (28 mai 1808), marquis de Beurnonville (31 juillet 1817), Grand officier (14 juin 1804), puis, Grand aigle de la Légion d'honneur (22 juillet 1814), Chevalier (7 avril 1790), puis, Commandeur de l'Ordre royal et militaire de Saint-Louis (3 mai 1816), Commandeur de l'Ordre du Saint-Esprit (30 septembre 1820), ministre de la Guerre (1793), sénateur (1er février 1805), Pair de France (4 juin 1814, marquis-pair le 31 août 1817, lettres patentes du 21 décembre 1817), - - Armes de Comte de l'Empire : Parti : au I, d'or à une ancre de sable ; au II, d'argent à une bande d'azur, une épée d'argent montée d'or brochant ; au canton des Comtes Sénateurs brochant. - Armes du marquis-Pair de France sous la Restauration : D'azur au lion couronné d'or, armé et lampassé de gueules, la queue fourchée et passée en sautoir et tenant de la patte dextre une épée haute d'argent, montée d'or,. |
|        | Pierre-Louis Roederer (15 février 1754 - Metz ✝ 17 décembre 1835 à Bois-Roussel (Bursard, Orne), Sénateur, Conseiller d'État, ministre plénipotentiaire, comte d'Empire (1808), Légionnaire (2 octobre 1803), puis, commandant (14 juin 1804), puis grand officier de la Légion d'honneur (6 décembre 1807), Pair de France (2 juin 1815 (Cent-Jours) et 11 octobre 1832), Ecartelé : au I, d'azur, chargé d'un miroir d'or où se mire un serpent d'argent ; au II, de gueules, chargé d'une tête de lion arrachée d'argent ; au III, d'argent au saule arraché de sinople ; au IV, échiqueté d'or et d'azur,. Ou, Ecartelé : au I, du quartier des Comtes Sénateurs ; au II, du quartier des Barons ministres employés à l'extérieur ; au III, d'argent au saule arraché de ; au IV, du quartier des Comtes conseillers d'État., |

## S
| Figure | Nom du comte et blasonnement |
| ------ | --- |
|        | Jean Mathieu Philibert Sérurier (8 décembre 1742 - Laon ✝ 21 décembre 1819 - Paris, inhumé aux Invalides), général de brigade (à titre provisoire le 25 juin 1793, confirmé le 22 août 1793), général de division (à titre provisoire le 22 décembre 1794, confirmé le 13 juin 1795), maréchal de l'Empire honoraire (18 mai 1804), maréchal de France honoraire (1er janvier 1819, comte Sérurier et de l'Empire (8 mai 1808), Légionnaire (2 octobre 1803), puis, Grand officier (14 juin 1804), puis, Grand aigle de la Légion d'honneur (2 mai 1805), Chevalier (30 juillet 1781), puis, Grand-croix de l’Ordre royal et militaire de Saint-Louis (30 septembre 1818), Grand Dignitaire de l'Ordre de la Couronne de Fer, Sénateur (27 décembre 1799 - 1814, vice-président du Sénat Conservateur (22 décembre 1802), gouverneur des Invalides (23 avril 1804 - 27 décembre 1815), commandant général de la Garde nationale de Paris (3 septembre 1809 - 22 avril 1814), Pair de France (4 juin 1814, 2 juin 1815 (Cent-Jours), rayant de la chambre des pairs (juillet 1815), comte-pair le 31 août 1817, lettres patentes du 14 avril 1818), - - Armes de Comte de l'Empire : De gueules, au lévrier assis d'argent ; franc-quartier des Comtes Sénateurs brochant,. - Armes du comte-Pair de France sous la Restauration : De gueules, au lévrier assis d'argent, colleté et terrassé de sable, |
|        | Henri Shée de Lignières (25 janvier 1739 - Landrecies ✝ 3 mars 1820 - Paris), conseiller d'État, sénateur, pair de France, Commandeur de la Légion d'honneur, Ecartelé, au 1, tranché-denché d'azur et d'or à deux fers de lance de l'un en l'autre ; au 2, de gueules à trois épées superposées et posées en fasce d'argent, montées d'or, celle supérieure et celle inférieure contournées ; au 3, de sable à trois fers de lance les pointes basses d'argent ; au 4, de gueules à deux épées en sautoir d'argent, montées d'or, les pointes basses et sur lesquelles broche une épée haute en pal de même ; au franc-quartier brochant des comtes-sénateurs. |
|        | Emmanuel Joseph Sieyès (3 mai 1748 - Fréjus ✝ 20 juin 1836 - Paris), Essayiste, diplomate, homme politique, député du Clergé aux États généraux de 1789, député à la Convention nationale, directeur puis consul de la République française, président du Sénat conservateur, comte de l'Empire (mai 1808), Membre de l'Institut de France (Académie des sciences morales et politiques (20 novembre 1795), Membre de l'Académie française (28 janvier 1803) D'argent au pin terrassé de sinople, au chef d'azur parti d'un trait de sable chargé à dextre du canton des comtes-sénateurs et à sénestre d'un canton d'azur chargé d'une tête de Borée d'or soufflant d'argent en barre, issant de l'angle sénestre supérieur de l'écu, |
|        | Rutger Jan Schimmelpenninck (31 décembre 1761 – Deventer ✝ 15 février 1825 - Amsterdam), grand-pensionnaire de la République batave entre le 29 avril 1805 et le 4 juin 1806, Sénateur français, 30 décembre 1810 et Comte de l'Empire 6 avril 1811, Grand croix de l'Ordre de l'Union 10 avril 1811 puis Grand Croix de l'Ordre de la Réunion (22 février 1812), Grand Croix de la Légion d'honneur (8 novembre 1813), Grand-trésorier de l'Ordre des Trois-Toisons d'Or du 15 août 1809 au 27 septembre 1813. D'argent à deux clés en sautoir d'azur, franc-quartier des comtes sénateurs brochant sur le tout et pour livrées : les couleurs de l'écu. |

## T
| Figure | Nom du comte et blasonnement |
| ------ | --- |
|        | Pierre Jean Alexandre Tascher (8 février 1745 - Chartres ✝ 3 septembre 1822 - Pouvrai), membre du sénat conservateur (30 vendémiaire an XIII), Pair de France (4 juin 1814, comte-pair le 31 août 1817, lettres patentes du 18 février 1818), Comte de Tascher et de l'Empire (26 avril 1808), Chevalier de l'Ordre royal et militaire de Saint-Louis, officier de la Légion d'honneur (an XII, Chancelier de la 15e cohorte), D'argent, aux trois fasces d'azur chargées chacune de trois sautoirs d'argent ; en chef à sénestre deux soleils de gueules, ; franc-quartier de comte sénateur.                                 |
|        | Antoine-Jean-Marie Thévenard (7 décembre 1733 - Saint-Malo ✝ 9 février 1815 - Paris, inhumé au Panthéon (caveau II)), vice-amiral (14 juin 1792), comte de l'Empire (9 janvier 1810), Grand officier de la Légion d'honneur (14 juin 1804), Chevalier (1773), puis, Commandeur de l’Ordre royal et militaire de Saint-Louis (27 décembre 1814), ministre de la Marine et des Colonies (1791), préfet maritime de Toulon (1801-1815), sénateur (5 février 1810- 1814), pair de France (4 juin 1814), D'argent à une ancre surmonté d'un compas ouvert vers la pointe, le tout d'azur ; au canton des Comtes Sénateurs brochant. |

## U
Aucun comte dans cette catégorie.

## V
| Figure | Nom du comte et blasonnement |
| ------ | --- |
|        | Joseph-Marie Vien (18 juin 1716 - Montpellier ✝ 27 mars 1809 - Paris, inhumé au Panthéon (caveau III)), peintre, dessinateur et graveur, membre de l'Institut, sénateur (1799), recteur et professeur des écoles spéciales de peinture et de sculpture de Paris, Comte de l'Empire (1808), Écartelé : au 1, du Sénat ; au 2, de gueules, à trois étoiles d'argent, 1, 2 ; au 3, de gueules, à la lampe antique d'or ; au 4, d'azur, au pinceau et au porte-crayon d'or passés en sautoir. A la fasce retraite d'or brochant sur les quatre quartiers, chargée en abîme d'une couronne de sinople attachée par un ruban de gueules,. |
|        | Constantin-François Chassebœuf de La Giraudais, dit Volney (3 février 1757 - Craon † 25 avril 1820 - Paris), philosophe, orientaliste, agronome et homme politique français, comte de Volney et de l'Empire (1808), Député aux États généraux de 1789, membre du Cercle social, Membre de l'Institut de France (Académie des sciences morales et politiques, 1795), sénateur, Membre de l'Académie française (1803), commandeur de la Légion d'honneur, Pair de France (4 juin 1814, Comte-pair le 31 août 1817, lettres patentes du 8 janvier 1818, sans majorat), - - Armes de Comte de l'Empire : De sable, à deux colonnes ruinées d'or, surmontées d'une hirondelle essorée d'argent ; franc-quartier des Comtes Sénateurs brochant. Ces armes rappellent un des principaux ouvrages du comte de Volney « Les ruines de Palmyre »,. - Armes du comte-Pair de France sous la Restauration : De sable, à deux colonnes ruinées d'argent, surmontées d'une hirondelle essorée du second, volante en bande. Devise : Posside animam tuam,. |

## W
Aucun comte dans cette catégorie.

## X
Aucun comte dans cette catégorie.

## Y
Aucun comte dans cette catégorie.

## Z
Aucun comte dans cette catégorie.